# Ricuin II (évêque de Maguelone)
Pour les articles homonymes, voir Ricuin.
Ricuin II était évêque de Maguelone à la fin du Xe siècle.

## Biographie
Ricuin est connu pour avoir inféodé les terres de la future ville de Montpellier en 975, terres qu'il a reçu des sœurs de Saint Fulcran, l'évêque de Lodève, qui était issu de la branche des comtes de Melgueil. Ricuin donna son accord en 985 au comte Bernard II de Melgueil pour que le chevalier Guilhem, qui sera connu sous le nom de Guilhem Ier de Montpellier, devienne seigneur de Montpellier. Il assiste en 975 à la dédicace de la cathédrale de Lodève.
Ricuin II meurt vers 998.